# Музыка в Тюильри
«Музыка в Тюильри» — картина Эдуарда Мане, написанная в 1862 году. Находится в совместной собственности Лондонской национальной галереи и дублинской галереи «Hugh Lane Gallery», где выставлена в настоящее время. По мнению некоторых искусствоведов, является одной из первых картин с элементами импрессионизма.

## Описание
Картина представляет собой образец раннего стиля Мане, сформировавшегося под влиянием Франса Халса и Диего Веласкеса. Она предвосхищает одну из главных тем всего творчества художника — праздный досуг. Изображение скоплений людей было популярно у многих современников Мане. Картины схожего жанра создавали Огюст Ренуар, Клод Моне, Фредерик Базиль, что также оказало влияние на выбранную Мане тематику.
На картине изображена толпа парижан, собравшихся на еженедельный концерт в саду Тюильри возле Лувра, хотя сами музыканты оказались вне поля зрения художника, что позволило некоторым критикам назвать картину незавершённой. Тем не менее картина успешно передаёт царящую в Тюильри атмосферу музыки и шумного веселья. На время происходящего события однозначно указывают металлические кресла, которыми заменили прежние деревянные именно в 1862 году.
В толпе людей можно разглядеть нескольких друзей Мане и просто известных людей, а также самого художника, стоящего у самого левого края картины. Мужчина в монокле рядом с ним — художник Альбер де Бальруа. Справа от них сидит в кресле скульптор и критик Закари Астрюк. Мужчина в белых брюках, стоящий вполоборота к зрителю на переднем плане, чуть правее центра — брат художника Эжен Мане. Сразу за ним, на фоне дерева, сидит Жак Оффенбах — мужчина в очках и с густыми усами. За женщинами в синих лентах, сидящих на переднем плане левой части картины виден стоящий у дерева Теофиль Готье, в коричневом пальто и с пышной бородой. Слева от него — Шарль Бодлер. Ещё чуть левее прямо на зрителя смотрит Анри Фантен-Латур.

## Материалы для рисования
Цвета на больших участках картины приглушены и выполнены охрой или смесями нескольких пигментов. Темно-зеленая листва в верхней части содержит глазурь изумрудно-зеленого цвета и зелени Шееле, смешанную с желтым лаком с небольшими добавками костяного уголя и желтой охры. Яркие красочные акценты в шляпах и одежде детей окрашены почти чистыми пигментами, такими как тенарова синь, киноварь или хромовый оранжевый.

## Провенанс
Впервые картина была выставлена в 1863 году и успеха не имела, а некоторые критики даже упрекали её в «пестрятине, смеси красного, синего, жёлтого и чёрного». По словам одного биографа Мане, «трудно представить, какую ярость вызвала «Музыка в Тюильри», когда она была выставлена». Изображая круг общения Мане вместо классических героев, исторических икон или богов, картина могла быть истолкована как оспаривание ценности этих сюжетов или как попытка поднять его современников на тот же уровень. Публика, привыкшая к тонкой детализации кисти исторических художников, таких как Эрнест Мейссонье, считала, что толстые мазки Мане выглядели грубыми и незавершенными. Возмущенные сюжетом и техникой, некоторые посетители даже пригрозили уничтожить картину. Один из кумиров Мане, Эжен Делакруа, был одним из немногих защитников картины.
В 1883 году её купил оперный певец и коллекционер Жан-Батист Фор, затем продавший её Полю Дюран-Рюэлю в 1898 году, от которого она попала в коллекцию Хью Лейна в 1903 году. После гибели Лейна на «Лузитании» в 1915 году, на основании незасвидетельствованного дополнения к его завещанию, коллекция была оставлена Дублинской муниципальной галерее, ныне известной как галерея Хью Лейна. Позже это дополнение было признано недействительным, и в 1917 году по решению суда коллекцию передали Лондонской национальной галерее. Вмешательство правительства Ирландии привело к длительному спору за судьбу коллекции, разрешившемуся заключением в 1959 году компромисса между галереями о совместном владении картинами и правом Ирландии выставлять у себя половину лейновского наследства, сменяя её на другую каждые пять лет. В 1993 году ирландцам удалось добиться права на постоянное хранение 31 из 39 картин коллекции. Оставшиеся 8 наиболее ценных картин, включая «Музыку в Тюильри», попеременно демонстрируются в Лондоне и Дублине, по 4 у каждой стороны, сменяясь каждые 6 лет.